# Udowyczenky
Udowyczenky (ukr. Удовиченки) – wieś na Ukrainie, w obwodzie połtawskim, w rejonie połtawskim, w hromadzie Zinków. W 2001 liczyła 535 mieszkańców.